# Tamekten
Timekten (în arabă تمقتن) este o comună din provincia Adrar, Algeria.
Populația comunei este de 18.598 de locuitori (2008).